# Baron de Villiers
Baron de Villiers, of Wynberg in the Cape of Good Hope Province and the Union of South Africa, ist ein erblicher britischer Adelstitel in der Peerage of the United Kingdom.

## Verleihung
Der Titel wurde am 21. September 1910 für den südafrikanischen Juristen Sir John de Villiers geschaffen, anlässlich seiner Ernennung zum Chief Justice of South Africa. Dieser war ein Abkömmling der ursprünglich französischen Familie De Villiers de Princay. 
Heutiger Titelinhaber ist seit 2001 dessen Urenkel als 4. Baron.

## Liste der Barone de Villiers (1910)
- John de Villiers, 1. Baron de Villiers (1842–1914)
- Charles de Villiers, 2. Baron de Villiers (1871–1934)
- Arthur de Villiers, 3. Baron de Villiers (1911–2001)
- Alexander de Villiers, 4. Baron de Villiers (* 1940)

Aktuell existiert kein Titelerbe.